# Preistoria în Bulgaria
Cele mai vechi mărturii arheologice ale culturilor incipient agrare de pe teritoriul Bulgariei au putut fi datate între 6000 și 1000 î. e. n., deci între neolitic și epoca bronzului. Se presupune că primii agricultori care s-au stabilit pe acest teritoriu proveneau din spațiul egean și din Anatolia. 
La sfârșitul mileniului 5 și în decursul mileniului 4 î. e. n. se face simțită influența populațiilor nomade care trăiseră până atunci în regiunile de stepă din sudul Rusiei de azi, obligate probabil de schimbările de climă să se strâmute în sudul peninsulei balcanice.

### Periodizare
Ultima treime a mileniului 7, prima jumătate a mileniului 6:
Neoliticul timpuriu 
Complex cultural cu ceramică pictată: Dobrinište - Čavdar - Sofia-Slatina - Karanovo I-II
Răspândirea populațiilor statornice, cu îndeletniciri agrare.
A doua jumătate a mileniului 6:
Neoliticul mijlociu 
Complex cultural cu ceramică gri-cenușie, lustruită: Samovodene - Usoe - Karanovo III (Veselinovo)-IV (Kalojanovec)
Culturi statornice cu economie producătoare de tip neolitic. Influențe din spațiul egean și anatolian.
Prima jumătate a mileniului 5:
Neoliticul târziu
Slatino - Poljanica - Sava - Karanovo V
Continuarea evoluției din neoliticul mijlociu.
Ultima treime a mileniului 5: 
Eneoliticul (chalcoliticul) timpuriu 1 și 2
Karanovo VI - Kodžadermen - Gumelnița
Începuturile diferențierii sociale, comerț, primele unelte masive din aramă, primele forme de exploatare a minereurilor.
Prima jumătate a mileniului 4:
Eneoliticul (chalcoliticul) timpuriu 3
Post-Karanovo VI (Cernavodă I)
Dispariții de populații. Influențele nomazilor de stepă. Perioadă de tranziție, încă puțin cercetată.
Mijlocul mileniului 4:
Eneoliticul (chalcoliticul) mijlociu 1
Cernavodă III
Influențele nomazilor de stepă. Perioadă de tranziție.
Ultima treime a mileniului 4 și începutul mileniului 3
Eneoliticul (chalcoliticul) mijlociu 2 și 3, respectiv începutul epocii bronzului
Relații cu spațiul egean.
Prima jumătate a mileniului 3
Eneoliticul (chalcoliticul) târziu, respectiv începutul epocii bronzului
Perioada Ezero B
Relații cu spațiul nordic și egean.
Ultima jumătate a mileniului 3
Epoca mijlocie a bronzului
Perioada Nova-Zagora
Relații cu spațiul nordic și egean.
Începutul mileniului 2
Epoca mijlocie a bronzului 
Complexul cultural Tei - Monteoru
Relații cu spațiul nordic. Perioada primelor palate minoice pe Creta.

### Complexele de locuit
Se disting în Bulgaria patru tipuri de așezări preistorice, toate nefortificate:
- Așezarea tip tell, formată prin stratificarea vestigiilor culturilor anterioare, era foarte răspândită în neolitic și eneolitic în regiunile nord-estice ale Bulgariei. În epoca bronzului, acest tip dispare în mod treptat. Un tell putea să fie compus chiar și din 40 straturi, așezarea actuală aflându-se atunci pe o movilă de aproximativ 18 metri înălțime.
- Așezarea cu stratificare plană, amplasată pe terasele unei văi de râu, era caracteristică pentru neolitic.
- Așezarea deschisă era folosită provizoriu, probabil ca refugiu în perioada de pătrundere a elementului nomad. Urmele acestui tip s-au descoperit în zonele muntoase din vestul Bulgariei.
- Drept adăposturi au fost sporadic folosite și peșterile.

Urmele unor sanctuare în zonele muntoase și necropole din eneolitic completează imaginea pe care ne-o putem face despre culturile premergătoare tracilor.
Adăpostul tipic pentru acea vreme avea pereți din nuiele împletite, spoiți atât în exterior cât și în interior cu straturi de lut. Umezeala era uneori împiedicată de podele din bârne de lemn, în eneolitic chiar și de fundamente din piatră (în nord-estul Bulgariei). Cu bârne de lemn, acoperite cu stuf sau cu paie, erau construite acoperișurile. O asemenea casă a fost descoperită cu o bună parte a inventarului ei în Sofia-Slatina. Încăperea principală din așa-numita Mare Casă (cu o suprafață de 117 m²) din mileniul al 6-lea î. e. n. avea un cuptor, o vatră, o piatră de moară, locuri de dormit, un război de țesut vertical, mai multe grânare și un spațiu destinat sacrificiilor. O încăpere mai mică servea probabil drept atelier și loc de cult. Începând cu eneoliticul se întâlnesc chiar case cu două nivele.

### Credințele religioase
Figurinele antropomorfe de lut descoperite pe teritoriul Bulgariei confirmă dominanța cultului zeităților-mamă, caracteristic întregii Europe de sud. Și vasele antropomorfe poartă de cele mai multe ori trăsături feminine, ceea ce denotă uzul lor în cultul fertilității. În eneoliticul târziu apare chiar un tip de vase care imită prin formă o femeie gravidă. De-abia la sfărșitul neoliticului, când se pot constata tendințe de reprezentare realistă, apar și figuri masculine. Cultul unei zeități cerești în ipostaza unui taur e dovedit de asemenea de numeroase reprezentări plastice. Atunci când apar figurile antropomorfe masculine, acest zeu suprem adoptă postura soțului, uneori și cea a fiului Zeiței Mamă, care e în același timp șeful de trib și preotul comunității.  
Cercetările arheologice au relevat practicarea inițială a sacrificiilor cultice chiar în incinta complexelor de locuit. Sanctuarul destinat Zeiței Mamă era vatra, după cum se poate deduce din ornamentica cuptoarelor găsite la Sofia-Slatina și în tell-ul Azmak. Îndeosebi triunghiul și rombul sunt simbolurile acestei divinități. Din eneolitic sunt cunoscute și reprezentări miniaturizate ale cuptoarelor, deci ele au jucat și mai târziu un rol important în cult. Cultul fertilității cunoștea în afară de taur și alți idoli zoomorfi, reprezentați mai ales sub forma protomelor stilizate aplicate vaselor. 
Drept forme incipiente ale unei arhitecturi sacrale sunt interpretate o coloană de lut din Sofia-Slatina (Inv. MIS A 65 a Muzeului Istoric din Sofia) și clădirile nelocuite, dar bogat ornamentate, descoperite în Karanovo, Azmak și Dolnoslav. Machetele sanctuarelor și obiectelor cultice, asemeni acelora din celebrul ansamblu de figurine de la Ovčarovo (Inv. 1459, A-X, 1-3 din Muzeul Istoric din Tărgovište), sunt pe deasupra mărturii ale unei treptate diferențieri între un perimetru rezervat cultului și spațiul profan. Aceste mărturii aparțin complexului cultural Kodžadermen - Gumelnița - Karanovo VI din eneoliticul timpuriu.
În eneolitic începe să fie uzual portul de amulete. Ca ipostaze ale Zeiței Mamă erau probabil considerate animalele care populau pământul și apa, deoarece pe aceste amulete sunt des incrustate desene de șerpi și broaște. Ulterior, desenele zoomorfe sunt extrem de stilizate, pentru a fi până la urmă înlocuite de simboluri. 

### Rituri funerare
Morții se îngropau de obicei în poziție ghemuită, ca în toate culturile adiacente din neolitic și din eneoliticul inferior. Nu exista probabil în neolitic o practică de orientare a trupului, dar se constată o ușoară predilecție pentru orientarea spre nordvest. Numai adulților li se depuneau obiecte în mormânt, în cele mai multe cazuri doar un singur vas sau o unealtă. În tell-ul Karanovo s-au găsit urme de înhumări secundare comune. Există și mărturii ale unor înhumări secundare individuale.
Mai ales copiii și femeile bătrâne se înmormântau în incinta așezărilor, câteodată chiar sub podeaua caselor. Interesantă e lipsa decedaților de vârstă mijlocie și raritatea cu care se întâlnesc schelete de bărbați bătrâni în acest context. Acest fapt e interpretat în mod contradictoriu: ori erau membrii deosebit de iubiți ai familiei înmormântați în apropierea caselor, ori cei de rang inferior. Unde erau însă îngropați ceilalți membri ai comunității?
În Bulgaria de nordest și în Dobrogea se găsesc dovezi pentru existența necropolelor din afara așezărilor de-abia odată cu sfârșitul neoliticului. Acestea se datorează probabil influenței culturilor din stepele pontice. În această epocă se întâlnesc și înhumări în poziție dreaptă. 
Una din aceste necropole, descoperită în apropiere de Varna, surprinde prin inventarele funerare conținând piese de aur. Douăzeci la sută din mormintele necropolei sunt cenotafe, adică gropi cu inventar funerar, dar fără oseminte. Cenotafele sunt în acest caz interpretate drept apanaje dobândite de indivizi în ascensiunea lor în ierarhia comunitâții, ceea ce ar dovedi lipsa transmiterii ereditare a funcțiilor înalte. Majoritatea obiectelor de aur s-au găsit în cenotafe și, alături de unelte din aramă și arme, în mormântul unui șef de trib. Tezaurul a fost datat cu ajutorul metodei C14 în ultimele secole ale mileniului 5.